# Myrmarachne nigeriensis
Myrmarachne nigeriensis là một loài nhện trong họ Salticidae.
Loài này thuộc chi Myrmarachne. Myrmarachne nigeriensis được Fred R. Wanless miêu tả năm 1978.